# Torre de Orgaz
La torre de Orgaz, se encuentra en la villa de Fontecha, sita al oeste del territorio histórico de Álava (España). Pertenece al municipio de Lantarón. Se ubica al sur de la localidad, muy cerca del núcleo urbano, en el acceso desde Miranda de Ebro.

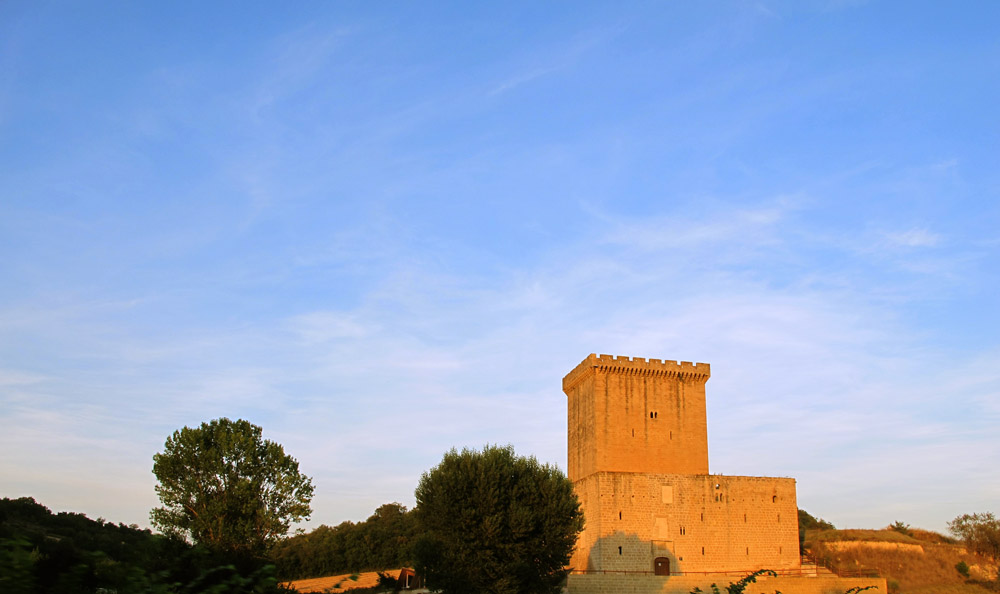
Torre de los Condes de Orgaz al atardecer.

Al igual que la Torre del Condestable, se sitúa en un punto clave, cerca de la calzada romana que va de Aquitania a Astorga, muy próxima a la mansión de Deóbriga y de la zonas romanizadas de Cabriana, Comunión, Leciñana del Camino y otros lugares donde abundan restos y topónimos latinos. Añadimos a esto, una posición clave en el comercio de la sal, ya que Fontecha era un punto fundamental para su traslado desde Salinas de Añana a Castilla y también hacia Vizcaya.
La función inicial del edificio fue militar, pasando con posterioridad al residencial. El conjunto de torre y palacio se debió edificar a finales del siglo XV o a comienzos del siglo XVI, a juzgar por su galería, los elementos de portada y por la heráldica de los Mendoza y Guzmanes.
Se encuentra construida con una magnífica sillería, que le ha permitido llegar a nuestros días. Presenta una clara influencia de las torres castellanas, derivada del influjo castellano en Valdegovía y de la proyección de los señoríos de los Hurtado de Mendoza, quienes poseyeron amplias propiedades en Castilla.

## Exterior
Se aprecian dos volúmenes bien definidos: la torre, que queda prácticamente exenta, y el palacio, que casi se adosa a ella en un lado. El conjunto tuvo una muralla, que limitaba con el propio palacio, pero fue parcialmente derribada a principios de siglo. Solo se conserva una parte del lado norte.
El conjunto se halla asentado en una zona en declive, ocupando la torre la zona más alta y el palacio la que comienza a descender, lo que le da más altura al alzado.

## La torre

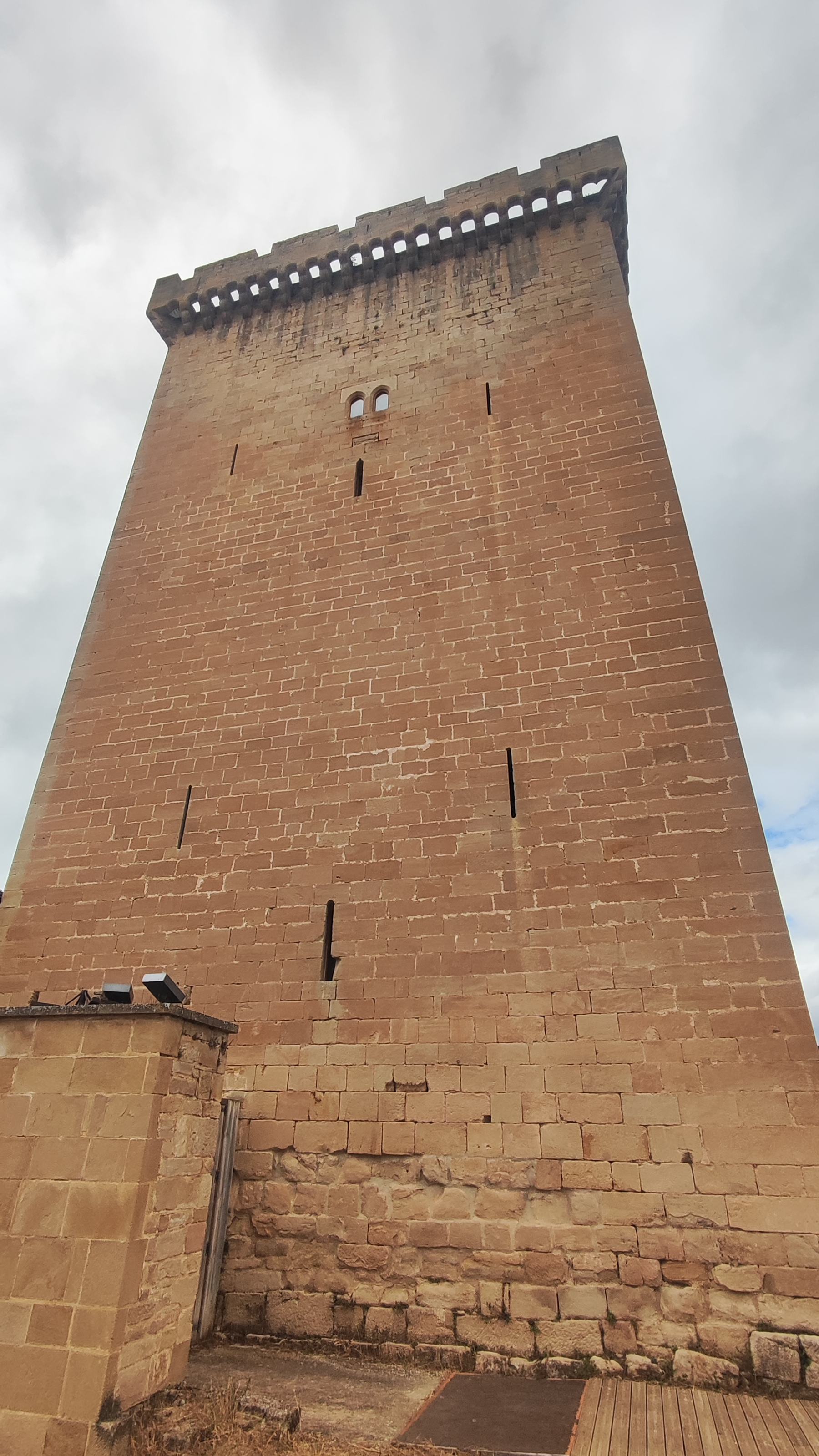
Torre de los Condes de Orgaz

El torreón ocupaba el centro del conjunto original, elevándose sobre el resto de construcciones. Su planta es rectangular, de 17,20 x 13,45 m., pasando de los 25 m de altura y 2 m de grosor de muro. Disponía de una planta baja muy alta y dos alturas intermedias, además de la que hubiera a la altura de las almenas. El muro queda coronado por un gran voladizo sustentado por modillones de triple curvatura, dispuestos de forma ordenada y resolviendo perfectamente las esquinas. El perfil resultante es almenado.
Las fachadas presentan un aspecto muy similar a la torre del Condestable: ventanas gemelas centrales flanqueadas por saeteras, en este caso no solo por los lados, también por debajo. Las ventanas se abren al interior, disponiendo de bancos laterales. Son muy características de las torres alavesas las saeteras rematadas por arcos lobulados y también, las rematadas por arcos de medio punto. De las primeras existen dos en la fachada este y una en la sur. De las segundas existen dos en la planta baja de la este.
La fachada principal de la torre era la que daba al palacio, al oeste, del que le separaba un pequeño patio. Aquí se ubicaba la puerta de acceso, con un buen arco apuntado a la altura del primer piso, a la que se subía por una escalera construida con un arco. Defendiendo la entrada existen dos saeteras con gran derrame. La zona más baja también disponía de puerta de acceso bien labrada, con su arco y sus saeteras.
Del interior de la torre no queda nada, sin embargo, por los restos de apoyos de madera y los relatos del señor Anuncibay (último morador del inmueble) a Doña. Micaela Portilla, parece ser que la torre disponía de un poyal central en la planta baja. Sobre él se apoyaba un pilar de madera que descargaba una viga principal que terminaba en el muro en ambos extremos. Los dos forjados que se ven tenían girados 90° el orden de vigas y cabios.

## El palacio
De planta rectangular, mide 27,30 m en las fachadas largas, principal, y 13,50 m en las cortas. La fachada posterior se separa de la torre por un estrecho patio. El declive sobre el que se asienta hace que la planta de acceso sea un piso inferior a la baja de la torre. En este acceso existía un amplio zaguán, caballerizas y dependencias accesorias.

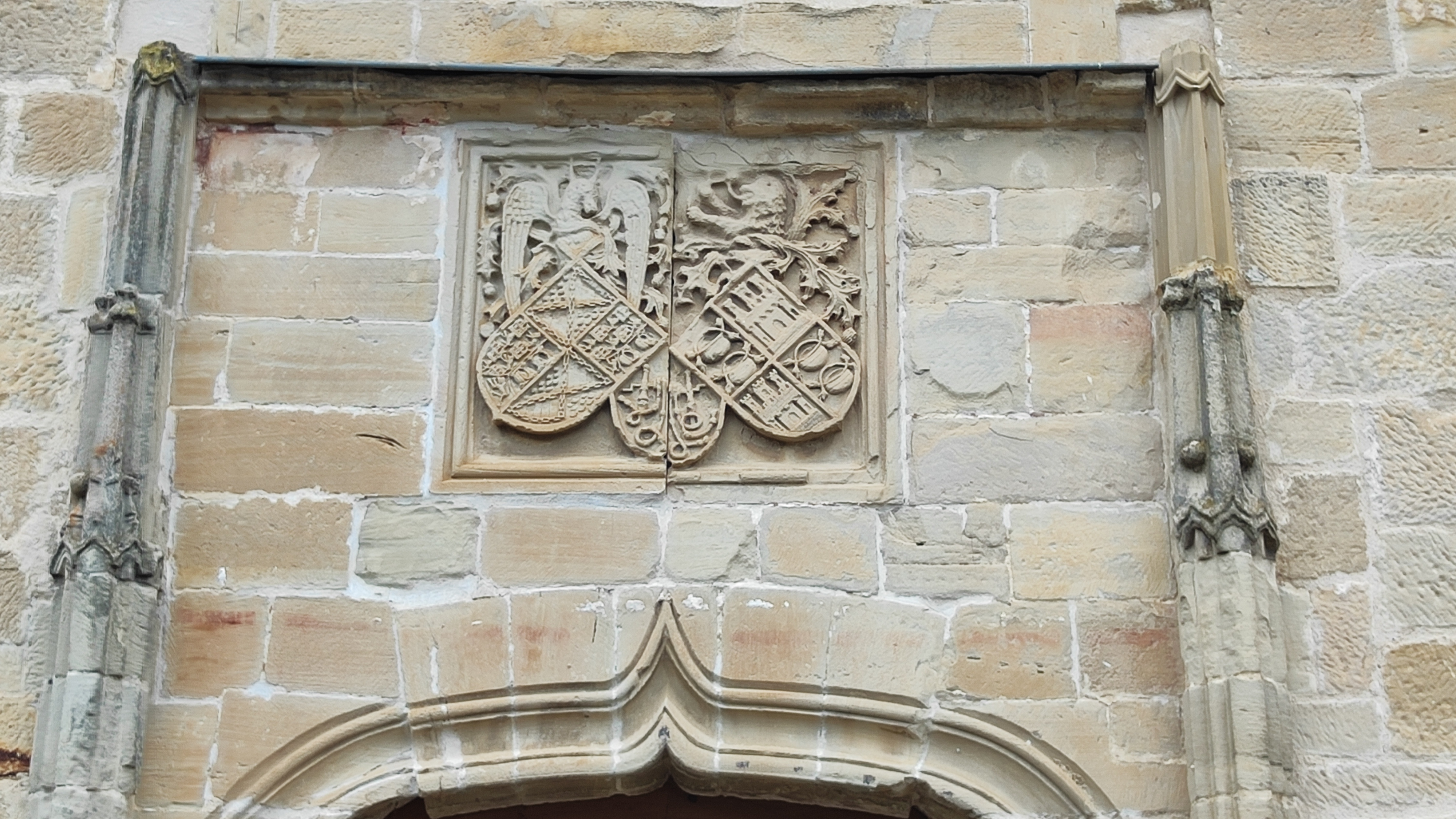
Escudos de los Hurtado de Mendoza y los Guzmán

La portada se adorna con un arco conopial enmarcado en arrabá, sustentado por medios pilares góticos, apoyados sobre basamentos altos y rematados por pináculos. Sobre el arco van dos escudos, el de los Hurtado de Mendoza y los Guzmán.
La fachada principal del palacio dispone de un total de nueve ventanas-saeteras ya amplias que denotan el final del siglo XV o principios del XVI. Además dispone de varias ventanas medievales transformadas posteriormente y convertidas en huecos rectangulares. Deben destacarse dos ventanas partidas, labradas en una sola piedra, con arco lobulado abierto y tres escudos labrados. Existe otro hueco, en el piso alto, con doble arco y una tronera en la inferior para armas de fuego y por tanto, posterior.
La fachada norte del palacio presenta un gran hueco, con arco de medio punto, hoy tapiado, y que según un grabado del libro Castillos de España (1943) era una gran puerta de ocho metros de altura. Puede que fuera la puerta por la que descendía el puente levadizo sobre el foso existente.

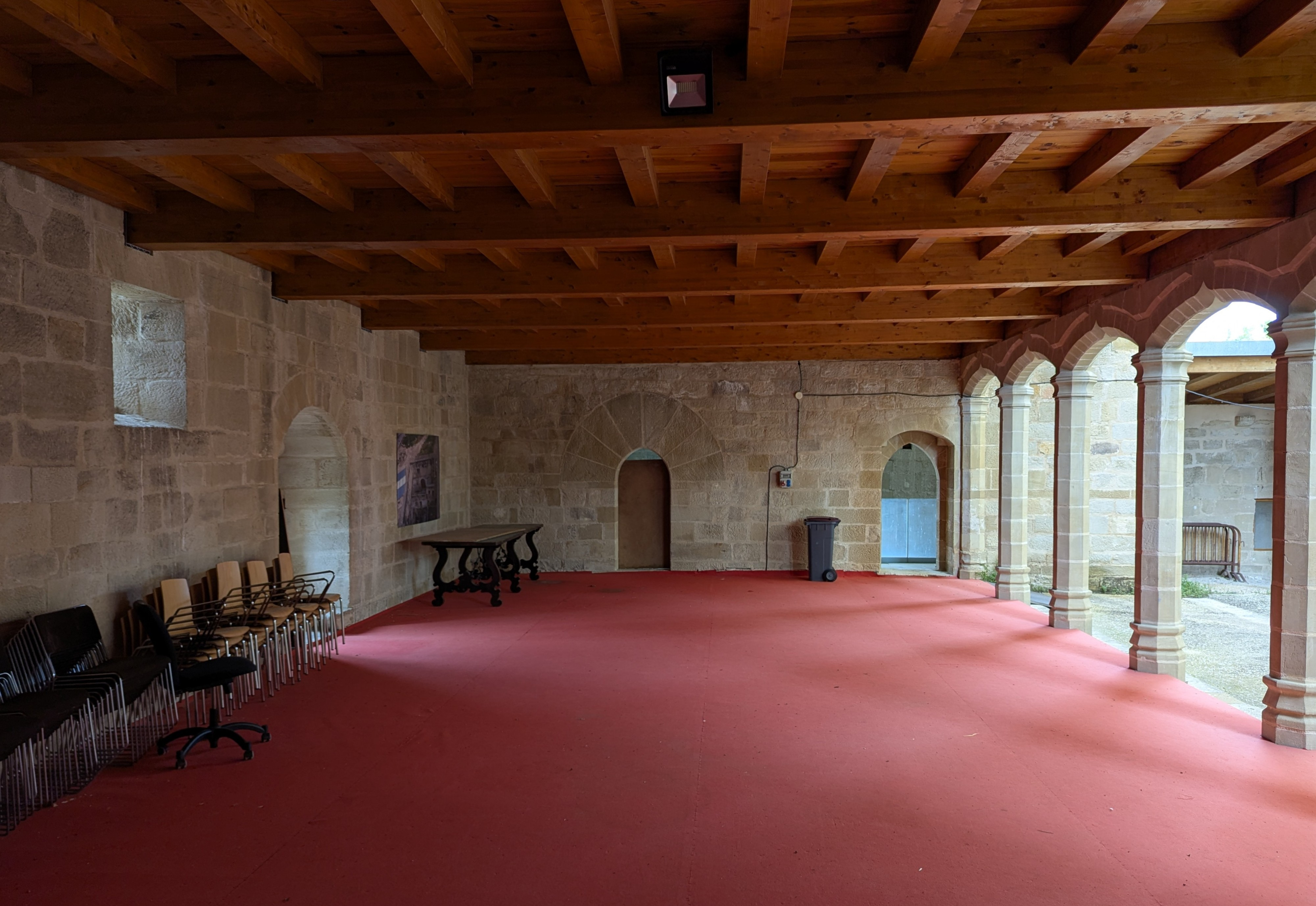
Logia del Palacio

Esta fachada dispone de una ventana geminada, situada sobre el arco de entrada, ligeramente desplazada, además de un hueco-tronera. Al igual que la fachada principal presenta huecos que pudieron servir para sujetar lo que fue un cadalso. En esta misma fachada existe una puerta de acceso, flanqueada por una hilada de saeteras triples. Esta zona y la vuelta hacia el alzado este son las que más han sufrido obras recientes, disponiendo de una segunda planta y cubierta. Parece que este recrecido en altura se fecha en el propio siglo XX.
La fachada sur, de la que solo se mantiene la del palacio, no presenta mayor interés que el resto del edificio, defendida por varias saeteras y ventanas geminadas como en otras fachadas. El alzado sur del palacio, que daba al pequeño patio interior situado entre la torre y el mismo, debió tener una galería con arquería, de la que poco se conserva.

## El foso
Poco queda de él, pero se vislumbra, parcialmente, en la fachada principal.